# IC 3262
IC 3262 ist eine Spiralgalaxie vom Hubble-Typ Sab im Sternbild Haar der Berenike am Nordsternhimmel. Sie ist schätzungsweise 328 Millionen Lichtjahre von der Milchstraße entfernt und hat einen Durchmesser von etwa 80.000 Lichtjahren. Möglicherweise bildet sie gemeinsam mit LEDA 4324601 ein gravitativ gebundenes Galaxienpaar.

Im selben Himmelsareal befinden sich u. a. die Galaxien IC 3269, IC 3270, IC 3278, IC 3283.
Das Objekt wurde am 23. März 1903 von Max Wolf entdeckt.